# Jan Beijert
Jan Beijert (Smilde, 17 december 1928 - Delfzijl, 23 november 2007) was een Nederlands bestuurder, politicus en columnist.
Beijert groeide op in een gereformeerd gezin, maar keerde het geloof al snel de rug toe. Hij begon zijn carrière als bouwvakker. Zijn politieke sympathie lag bij de Partij van de Arbeid, maar doordat Drees de politionele acties steunde, verschoof zijn politieke voorkeur een tijdlang naar de CPN, alvorens terug te keren bij de PvdA. Voor deze partij was hij jarenlang wethouder van ruimtelijke ordening in de gemeente Delfzijl. Hij combineerde deze functie met die van directeur van een woningbouwstichting en bestuurder van het Havenschap Delfzijl. In zijn tijd werd nog fors gebouwd in Delfzijl, omdat men destijds verwachtte dat de Eemshaven veel groter zou worden, en dus veel meer werknemers zou trekken, dan later het geval bleek. Vanwege zijn grote invloed die hij gedurende zestien jaar had op het lokale beleid werd hij in de wandelgangen ook wel de 'onderkoning van Delfzijl' genoemd.
Beijert werd een bekende figuur in de provincie Groningen als columnist. Voor Radio Noord sprak hij vele jaren op zondagmorgen een column uit onder de titel Onze man in de havenstad. Daarnaast schreef hij onder andere 24 jaar lang de wekelijkse column Op het scherp van de snede in het toenmalige Nieuwsblad van het Noorden. Zijn columns werden gekenmerkt door een kritische houding ten opzichte van zijn partij en een bloemrijk taalgebruik.
Jan Beijert was ook een tijdlang fractieleider van de PvdA in de Provinciale Staten van Groningen. Hij overleed op 78-jarige leeftijd.